# 馬蒂約沃
48°7′54″N 22°54′43″E / 48.13167°N 22.91194°E
馬蒂約沃（羅馬化：Matiiovo）是烏克蘭西部外喀爾巴阡州貝雷霍韋區維洛克市鎮的村莊。該村面積3.12平方公里，海拔高度121米，2001年人口1,079，人口密度每平方公里350人。